# Edcarlos
Edcarlos Conceição Santos, noto più semplicemente come Edcarlos (Lauro de Freitas, 20 giugno 1985), è un ex calciatore brasiliano, di ruolo difensore.

## Palmarès

### Club

#### Competizioni statali
- Campionato paulista: 1

San Paolo: 2005

#### Competizioni internazionali
- Coppa Libertadores: 1

San Paolo: 2005
- Coppa del mondo per club: 1

San Paolo: 2005

#### Competizioni nazionali
- Campionato brasiliano: 2

San Paolo: 2006, 2007
- Coppa del Brasile: 1

Atlético Mineiro: 2014